# Marián Zednikovič
Marián Zednikovič (15. srpen 1951, Bratislava – 5. květen 2007, Bratislava) byl slovenský herec. V Česku byl známý především díky roli tělocvikáře Žížalky v populárním dětském filmu Pětka s hvězdičkou. Na Slovensku například díky komedii Utekajme, už ide! z roku 1986.
V roce 1974 vystudoval herectví na Vysoké škole múzických umění v Bratislavě. Po ukončení studia začínal v trnavském Divadle pro děti a mládež (dnešní Divadlo Jána Palárika), kde si zahrál Neználka, Toma Sawyera i Chlestakova v Gogolově Revizorovi. V roce 1980 přešel do Bratislavy na Novou scénu.
Byl jedním ze zakládajících členů Divadla Astorka Korzo '90. Za postavu Vojnického v Čechovově hře Strýček Váňa získal v roce 1996 cenu DESKY za nejlepší mužský herecký výkon. V divadelním představení Obchod na korze si zahrál postavu Antona Brtka, za kterou získal v roce 2000 Výroční cenu Literárního fondu.
Byl známý z rozhlasu, televize, dabingu i z filmů. Byl rozvedený, má dva dospělé syny. Zemřel po více než ročním boji s rakovinou lymfatických uzlin.

## Filmografie
- 1980: Demokrati (Maťko)
- 1980: Človek nikdy nevie (Philip)
- 1983: Zbohom, sladké driemoty (Aurel Kyselka)
- 1984: Keď jubilant plače (Štefan)
- 1985: Kára plná bolesti (Majo)
- 1985: Pětka s hvězdičkou (Žížalka)
- 1986: Utekajme, už ide! (Dodo Sysel)
- 1987: Guľaté tajomstvo (Jurij Lesovalov)
- 1989: Volná noha (Beno Vichnar)
- 1990: Dávajte si pozor!' (Jozef Slovák)
- 1990: Keď báčik z Chochoľova umrie (Aduš Domanický)
- 1991: Rošáda (Max)
- 1991: Tajomstvo alchymistu Storitza (Haralan)
- 1997: Orbis Pictus (vodič)